# 洪素珠事件
洪素珠事件是發生在臺湾的一起由於「國家認同」分歧而引發的政治事件。2016年2月28日，台灣正逢二二八紀念日，自認是日本人的洪素珠在高雄二二八紀念公園「採訪」其認為是中國人的非臺灣省籍老年榮譽國民（以下簡稱老榮民），並於同年6月9日在臉書發佈該次採訪的影片。影片中，洪素珠以挑釁口吻堵訪老榮民，此舉在網路受到討論並引發公憤，藍綠陣營一致譴責，各界人士紛紛對此發表評論。網友對其進行人肉搜索，發現她曾多次錄製侮辱榮民的影片，有多人受害。

## 背景

### 人物背景
洪素珠自認是日本人，父親於中國大陆廣東出生，媽媽則是高雄鳥松人。洪素珠曾經發表文章講述自己的身世，強調爸爸從廣東過來，一開始還住眷村，2010年洪素珠曾花2個月時間獨自掌鏡剪輯，完成《走入1975記憶裡的眷村紀錄片》，片中除和榮眷有說有笑，還讓爸爸在鏡頭前接受訪問，也在記錄片受訪中說過「我是台灣外省人」。曾經說過，「我的父親在中國出生，全家在日本時代移民到台灣定居。」曾轉貼一則灣生回家相關新聞，寫道，「灣生的問題也是我父親在台灣人權的問題，戰爭讓兩岸的日本人都遭受戰敗者的悲慘傷痕。佔領者是中美盟軍，被佔領者是日本帝國的臣民」，不過她又自稱是原住民，說法非常反覆。有網友指洪任職於高雄市某家旅遊業者，但業者否認指洪婦已離職數年，並非公司職員，唯其任職期間經常發表政治性言論及顧客爭吵。洪素珠為台灣民政府成員，熱衷參與台灣民政府相關活動。洪素珠自稱是公民記者，曾在2009年獲得「第三屆PeoPo公民新聞獎」，被讚「有系統的在記錄鳳山地區小人物的故事」。同時到高雄市立三民國民小學擔任「故事媽媽」，在校內向小學生散播她個人的政治主張和意識形態。
受訪的范姓榮民則是1950年（民國39年），跟隨父母經由舟山群島、大陳島播遷來台灣的外省族群。另外在公車上被洪素珠辱罵的榮民則是88歲的老榮民彭子珂，湖南省長沙人，在大陸時曾任國小老師，民國38年（1949年）跟著孫立人來台，陸軍砲兵上等兵退役後，又考上公務員轉任公路局課員，後在高雄監理所站擔任總務主任，26年前（1990年）退休。另一位受害者則是89歲高齡的周富文是一等士官長退役，廣東梅縣人，曾參與古寧頭戰役。

### 历史背景
1949年，中国国民党領導的中華民國政府為與中國共產黨爭奪中國統治權，爆發第二次国共内战，不久中華民國政府戰敗遷臺，一百多萬名中国大陆居民也随国民党撤往臺灣地區，而其中的外省籍退伍軍人被称为榮譽國民，簡稱榮民。。根據國軍退除役官兵輔導委員會2016年5月的數據，當時台灣約有40萬榮民；根據2015年的數據，榮民的平均年齡為68歲。 

## 事件經過
2016年2月28日，自稱是公民記者，身分為台灣民政府成員的洪素珠，於高雄二二八和平紀念公園「採訪」一位外省族群的老榮民，並於6月9日將影片上傳至臉書。影片中她稱對方是「中國難民」；雙方經過短暫的互相理論之後，洪向對方喊道「你們回去好嗎」、「請你們回家」、「我不要你們中國人在我們台灣」，老榮民則轉身離開並同時回應「妳滾遠一點」，洪也回應他「你們滾遠一點」，接著老榮民轉頭輕聲地罵了句「妳媽了個…」，洪便不滿地問道「你罵什麼」，生氣的老榮民隨即轉身用拐杖作勢要打洪，洪見狀便憤怒地不斷大罵老榮民「不要臉」。
其後兩岸網友對其人肉搜索，公布她的工作、地址和手機號，洪在臉書上曾表示，接到從各方網友尤其中國大陸打來的電話。台灣的各大媒體於6月9日夜間及隔日上午也開始報導相關內容，並持續追蹤，整個事件因而廣爲人知、釀成輿論風波。
洪素珠事後並未道歉，表示錄影前已經有發生一點衝突，她才會出言反擊。她強調，她的諸多影片皆為真相的一部分摘錄，她也受了很多「委屈」。

## 後續處理
6月9日，高雄市立三民國民小學校長林慶信看到相關事件照片，向家長和學生感到抱歉。他表示當天因為值勤的故事媽媽有事，臨時找到洪代班，也不知道會發生此事，並表示現已拒絕她再當故事媽媽，下周一學校恢復上課時，會派老師去導正聽過洪素珠說「故事」的五年級同學，日後也會告知故事媽媽勿講政治性故事。。至6月10日時，該校校長林慶信出面說明，澄清昨受訪時因故事媽媽簽到簿統一由志工團保管，昨第一時間詢問時因志工團長在外，未能即時回到學校翻閱釐清，今找到簽到簿，確認洪素珠今年3月開始至6月，共有9次因排定故事媽媽臨時有事，她到校代班，雖然高雄市新聞局長丁允恭也說明，昨第一時間說明時是訊息傳遞有落差，不是刻意要隱瞞，確認次數後也請校方主動對外說明釐清，但依舊引發外界質疑。
6月9日，高雄市政府發言人丁允恭表示，譴責跟反對洪素珠的言行，反對所有歧視的言論跟行為，會進一步了解洪素珠的行為，若有逾越法律的地方會採取必要做法。
6月10日，台灣民政府發出聲明，表示「對於洪姓公民記者的發言確實有不妥善的地方應該自己要出面修正。」，「台灣民政府方面並無所謂的公民記者，洪姓女士的言行與台灣民政府無關。」
洪素珠以素素名義在PeoPo任公民記者，公共電視文化事業基金會董事長邵玉銘今天中午得知此事表示，洪素珠飆罵老榮民的報導，是「人格侮辱」，也不該把偏頗的教材放在PeoPo上，會請PeoPo辦公室立刻處理，並在下周將邀專家學者開會討論平台管理規範。6月12晚間，公視發佈新聞稿，表示洪素珠已違反PeoPo之公民記者自律公約，停止其使用平台之權利，不當相關內容已下架。
中華民國行政院發言人童振源6月10日晚間表示，針對洪素珠女士辱罵老榮民事件，林全表達關切，強調無法認同這種破壞族群和諧與製造社會對立的言論與行為，行政院支持高雄市政府警察局進一步了解並依法執法。林全指出，退輔會主委李翔宙已經向行政院報告此事，並正在尋找受辱的榮民，以便進行安撫與提供必要協助。
高雄地檢署亦於6月10日晚間發布聲明，指洪素珠案已經引發社會爭議，表示將介入調查，於13日上班日列分他案進行偵辦，希望各界能將3名老榮民身分及聯絡資料提供，將派員了解實際情況，並詢問有無要行使其法律上提出刑事告訴的合法權利，以保障法定權益，法界人士認為，根據影片中的內容與傳播效果，已涉公然侮辱。

### 受害人方面
在二二八公園遭辱罵的范姓老翁，女兒已把父親帶去別的地方暫時安置，認為父親年事已高對此事不願追究，但即使洪素珠要道歉他們也不接受，而退輔會主委李翔宙於6月10日訪范老榮民未果。
在鳳山區搭88路公車的87歲老榮民彭子珂遭洪素珠辱罵「你們是中國難民，我們是日本皇民，你們中國難民滾回去」，後來也未將此事告訴兒子，他引用聖經詩篇：「當將你的事交託耶和華，並倚靠祂，祂就必成全」，並面帶笑容說：「雖然洪素珠不可理喻，但當時已經原諒她了。」
另外一名參與過古寧頭戰役的受害89歲榮民周富文則說：「沒有委屈，要堅強，原諒他們吧！他們不知道，要多說明溝通。」

### 洪素珠方面
6月10日，洪素珠出面接受媒體採訪，表示願意向對方道歉，希望媒體協助將對方找出來。洪素珠同時也表示，錄製影片前已經跟對方有爭執，是對方先罵她台獨的，但因為她本身並非台獨人士，所以對於被指為台獨感到莫名其妙。洪素珠一再強調，外界看到的影片只是一部分，只是後半部，她「也受了很多委屈」。洪素珠後來跟隨員警到派出所報案，她說因接到很多騷擾電話，擔心人身安全才報案。
6月11日，鄰居表示，在風波擴大後，洪素珠被丈夫載離家後，徹夜未歸，短期內應不會返回家住家，警方已派便衣在附近站崗，避免滋生事端。
6月22日，洪素珠被人發現在臺東避風頭。

## 影響
洪素珠參與的團體台灣民政府雖強調與洪素珠的行為無關，但還是有民眾不滿洪素珠的行為，於10日早上到板橋的台灣民政府辦事處扔雞蛋、撒冥紙。而洪素珠之前任職的旅行社與同一大樓的旅遊業者亦受牽連，因網友肉搜，導致一天被打了上千通的電話，業務癱瘓。
因遭到網友肉搜，洪素珠一度不敢回家，甚至到請求警方庇護，而警政署非常重視此案，已派人保護洪素珠和遭辱罵的老伯。
此事件後，中國國民黨立法院黨團將推「反族群歧視法案」，同時民主進步黨立委吳秉叡表示，反族群歧視是應該的，若合理「就會支持」，至於是要力挺國民黨的草案，還是推出民進黨自己的版本，還沒有討論。親民黨團幹事長陳怡潔也說「支持反族群歧視法」，但不單只有榮民，還有原住民，不排除會提出自己的版本。時代力量立法院黨團總召徐永明認為他們在2月就有推動相關的法案，當然是樂觀其成。
6月12日，國民黨前文傳會副主委楊偉中在臉書指出，國民黨中央鐵了心要利用「洪素珠事件」，發動政治鬥爭，楊偉中指出，根據中南部藍營地方人士提供的訊息，國民黨中央下令各議會黨團下週起全面發動政治鬥爭，方向大致是全體發動質詢，要求各縣市政府所有官員針對以下問題表態，包括：一，洪素珠所提的「中國難民論」；二，蔡英文的「流亡政府論」；三，李登輝、柯文哲的「台灣人是日本人論」；以及四，「去中國化論」、「中華民國非法軍事佔領台灣論」。同時發表黨團聲明譴責相關論調，並要求各縣市制訂「反歧視自治條例」。楊偉中質疑，將個人言行無限上綱，擴大為藍綠鬥爭，這就是洪秀柱所說的「停止內耗，中止撕裂」、讓「台灣社會不再仇恨對立」嗎？。國民黨政策會執行長蔡正元表示，「是我下令的」，地方上都有人講過類似的嚴重歧視言論，當然要處理、治療，「有什麼不對？」。
6月12日，教育部表示，為避免再發生類似的爭議，國教署將找學校及縣市討論國中小邀相關人員到校協助教學事務應注意事項，並進一步發展為行政指導文件，供各縣市及各校參考，同時也將建立「校園志工」招募及評估制度，明訂相關人員、行政機關的責任義務和評估機制。

## 各方評論
事件發生後部分網友在各媒體看過影片後，認為洪素珠「丟盡台灣人的臉」且「沒有資格當公民記者」，甚至有民眾前往洪素珠住家抗議。洪素珠父親表示，當女兒在家中聊起政治時，沒有人願意理她。

### 台湾民政府
台灣民政府針對洪素珠事件發出两次聲明，第一篇聲明表示對洪素珠的內容和做法沒有看法，並認為應由洪素珠自行出面修正；第二篇聲明則表示台灣民政府並無公民記者，洪素珠的言行也與其無關，並指出此後媒體將之視為民政府的記者，將保留法律追訴權。

### 政界人士
民進黨黨主席、總統蔡英文在臉書上分享國民黨主席洪秀柱的貼文，並表示「任何仇恨的言論，我們必須加以譴責；任何族群的偏見，我們要立刻停止散布」。
民主進步黨發言人阮昭雄表示，對於洪姓女士這種破壞族群關係、以仇恨言論製造社會對立、不負責任的行為，民進黨給予最嚴厲的譴責。
民進黨中評會主委劉世芳表示，關於洪素珠在小學課堂上的反人權教育，已偏離教育本質，請高雄市政府教育局嚴加徹查；針對台灣民政府，劉世芳說，尊重人民團體結社的自由，但若涉及詐欺或詐騙，呼籲檢警要嚴查，也呼籲被詐騙的受害者要站出來。
國民黨黨主席洪秀柱表示，大家都是共同生活在這片土地的同胞，不應互相仇恨，請停止撕裂族群、停止內耗，中止撕裂，6月11日，洪秀柱分別前往受害榮民家中進行訪問。
國民黨立委李彥秀表示，大家對過去的歷史可以有各自的看法，但老榮民們對台灣的貢獻是不容抹滅的；只有原住民是真正的台灣人，其他人都是後來才到台灣的，洪素珠怎麼可以如此這樣辱罵老榮民，這是歧視，甚至也是犯罪行為。
國民黨前主席、新北市市長朱立倫在6月10日到蔡英文總統臉書此篇文章下留言表示：「支持總統分享洪主席的貼文，期待一個停止內耗，中止撕裂的國家，一起努力。」
國民黨政策會執行長蔡正元表示這不是「族群偏見」，「當蔡英文說『沒有人要為自己的認同道歉』，其實洪素珠的『認同』就是建立在蔡英文的『政治謊話』上。」蔡正元認為，「中國難民」的說法來自於「中華民國是流亡政府」，但這句話不就是蔡英文說的嗎？「中華民國是非法軍事佔領台灣」就是「中華民國是流亡政府」的改編版。蔡正元表示，依蔡英文的論調，洪素珠們也不必道歉，洪素珠不是一個，洪素珠是一群人，靠著謊言編造台獨的幻夢，而這個幻夢會在戰火中徹底破滅。
國民黨前文傳會副主委楊偉中表示，台灣社會確實存在一些極端言論、惡質的歧視言行，但這其中，許多打著支持洪秀柱、支持深藍路線旗號人士的言論，同樣充斥族群歧視、仇恨，卻從不見洪秀柱與國民黨中央出面制止、反省，這是怎樣的雙重標準？楊偉中質疑，將個人言行無限上綱，擴大為藍綠鬥爭，這就是洪秀柱所說的「停止內耗，中止撕裂」、讓「台灣社會不再仇恨對立」嗎？
親民黨立委陳怡潔也表示，洪素珠事件喚醒了大家對榮民的尊重、瞭解和憐憫。
新黨青年委員會召集人王炳忠表示，這些人忘恩負義，就算要獨，也不能否認前人貢獻，有膽子就打場獨立戰爭！這些根本不配當台灣人的滯台倭奴，囂張不會有落魄得久，「等著看吧，報應不會太晚的。」
台灣團結聯盟前立委周倪安說，很多老榮民當年也不是自願來台灣，他們也是受害者，不能把他們跟打壓台灣的中國畫上等號，洪姓女子的言行很不恰當；台聯組織與社運部主任張兆林也說，洪姓女子的言行已是謾罵，不應該這樣去對待一位無辜的榮民，台聯也不認同她的行為。

### 新聞界人士
東森新聞台主播陳瑩激動表示自己父親來自雲林縣、母親祖籍遼寧省，從小到大就被教導不能有省籍情結，「總之我完全無法認同這種撕裂台灣情感的人！」
臺灣電視公司主播張宇在臉書發文強烈譴責洪素珠是台灣毒瘤，「這20年來太多仇恨讓台灣沒有一點進步，就是妳這種毒瘤沒有根除」
八大電視主播沈春華透露自看過影片後，呼籲相關單位可以主動偵查，也提出質疑，「會咄咄逼人就是記者嗎？」痛批她連基本尊重的素養都沒有，別說是記者，連公民都不配，「少來侮辱公民記者這個頭銜！」
資深媒體人黃暐瀚批評，「這根本不是『採訪』，更遑論什麼『公民記者』？ 身為台灣人，我的感覺只有難過。」並表示「傷口的癒合，需要很長的時間，但只要一瞬間，撕裂之後，又將滿是瘡痍。」

### 醫界人士
三軍總醫院精神醫學部兼任主治醫師楊聰財說，洪素珠自己將這些影片曝光就是一個大問題，能看得出是刻意想製造對立，也明顯的看得出她想要出名，且這樣的出名計畫建立在他人的痛苦上，再者並沒有尊重他人，從這些因素來做評估，都能顯示洪素珠的人格明顯出了問題，建議她儘速就醫。
高雄榮民總醫院台南分院精神科醫師蘇偉碩說，從社會心理學「相對剝奪感」的角度來看，洪素珠認為自己是受害者，對她認為的加害者進行攻擊，但她所選的榮民其實在社會上來看也是另一種弱勢，所以洪素珠的行為其實也是在複製她所謂的強欺弱的結構。

### 藝文界人士
音樂人許常德也在臉書發表：「這個訪問者是個特例，台灣人很少這麽惡劣的，哪裡是記者，是會被肉搜的政治偏激狂熱者，應該告發她，不能放過她，給老伯一個公道。」
藝人唐從聖表示：「老人家用一輩子的時間消弭對立，這女人用一下子的時間撕裂族群。」
本土劇女星陳珮騏亦坦言在看完影片後難過落淚，「我看見被趕的不是什麼省籍的人，而是一位曾經被迫離鄉背井，現在早已把這裡當家卻又要被趕離開的老人家…」徐熙娣和伊能靜都憶起家中長輩與事件中的老榮民一樣，孑然一身來台，如今卻在孤老之際被如此辱罵，實在令人髮指。

## 外部連結
- YouTube上的洪素珠頻道
- 於Peopo公民新聞的台灣民政府最新報導
- 於Peopo公民新聞的個人網頁 （页面存档备份，存于）
- 【備份】公民記者洪素珠「採訪」外省老人  （页面存档备份，存于）